# Sinaida Alexandrowna Wolkonskaja

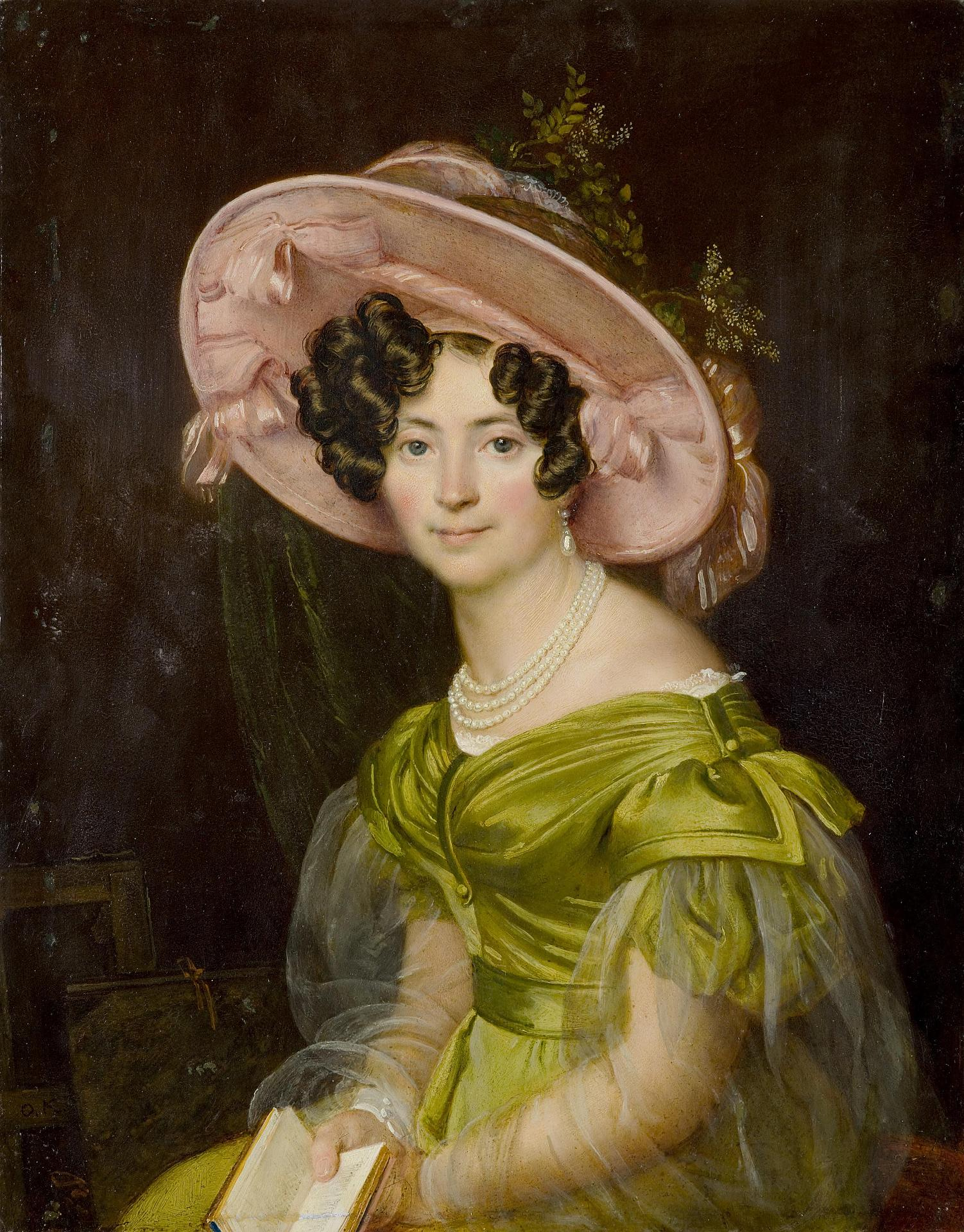
Porträt der Sinaida Wolkonskaja (1792–1862)

Sinaida Alexandrowna Wolkonskaja (russisch: Зинаи́да Алекса́ндровна Волко́нская, * 14. Dezember 1792 in Dresden; † 24. Januar 1862 in Rom) war eine geborene Fürstin Belosselski-Beloserski, russische Hofdame, Poetin und Sängerin. Sie gründete einen Literarischen Salon und war auch als Komponistin tätig.

## Herkunft und Familie
Sinaida Alexandrowna Wolkonskaja stammte aus dem fürstlichen Adelsgeschlecht Belosselski-Beloserski. Ihr Vater war der russische Botschafter in Dresden Alexander Michailowitsch Belosselski (1752–1809), der in 1. Ehe mit Barbara Jakowlewna Tatischtschewa (1764–1792) verheiratet war. Sie war die dritte Tochter aus dieser Ehe und wurde während der diplomatischen Tätigkeit ihres Vaters in Dresden geboren. Sie heiratete 1810 den russischen General Fürst Nikita Grigorjewitsch Wolkonski (1781–1844), dessen Bruder war der Dekabrist Fürst Sergei Grigorjewitsch Wolkonski (1788–1865). Ihr Sohn war der spätere russische Geheimrat Alexander Nikititsch Wolkonski (1811–1878).

## Leben
Sinaida Alexandrowna Belosselski-Beloserski verlor bereits in frühen Jahren ihre Mutter, daher übernahm ihr Vater die Erziehung. Sie lernte Französisch, Englisch und Italienisch und kam im Alter von 17 Jahren zum ersten Mal in das Kaiserreich Russland. Gemeinsam mit ihrem Vater ließen sie sich in Sankt Petersburg nieder. Bereits nach kurzer Zeit verstarb auch ihr Vater und sie blieb in jungen Jahren allein in Sankt Petersburg zurück. Durch die Heirat mit dem kaiserlichen Adjutanten und späteren General Nikita Grigorjewitsch Wolkowski (1781–1844) kam sie als Hofdame am russischen Zarenhof in den näheren Personenkreis des Zaren Alexander I. Auf ausdrücklichen Wunsch des Zaren reiste sie 1813 mit einem Gefolge nach Sachsen und übersiedelte dann nach Prag. Sie betätigte sich als Informantin zum russischen Zaren und korrespondierte mit diesem. Nach dem Sieg über Napoleon I. ging sie nach Paris und traf dort die österreichischen und preußischen Monarchen. Sie kehrte 1817 nach Russland zurück und übernahm die Erziehung ihres Sohnes Alexander (1811–1878).

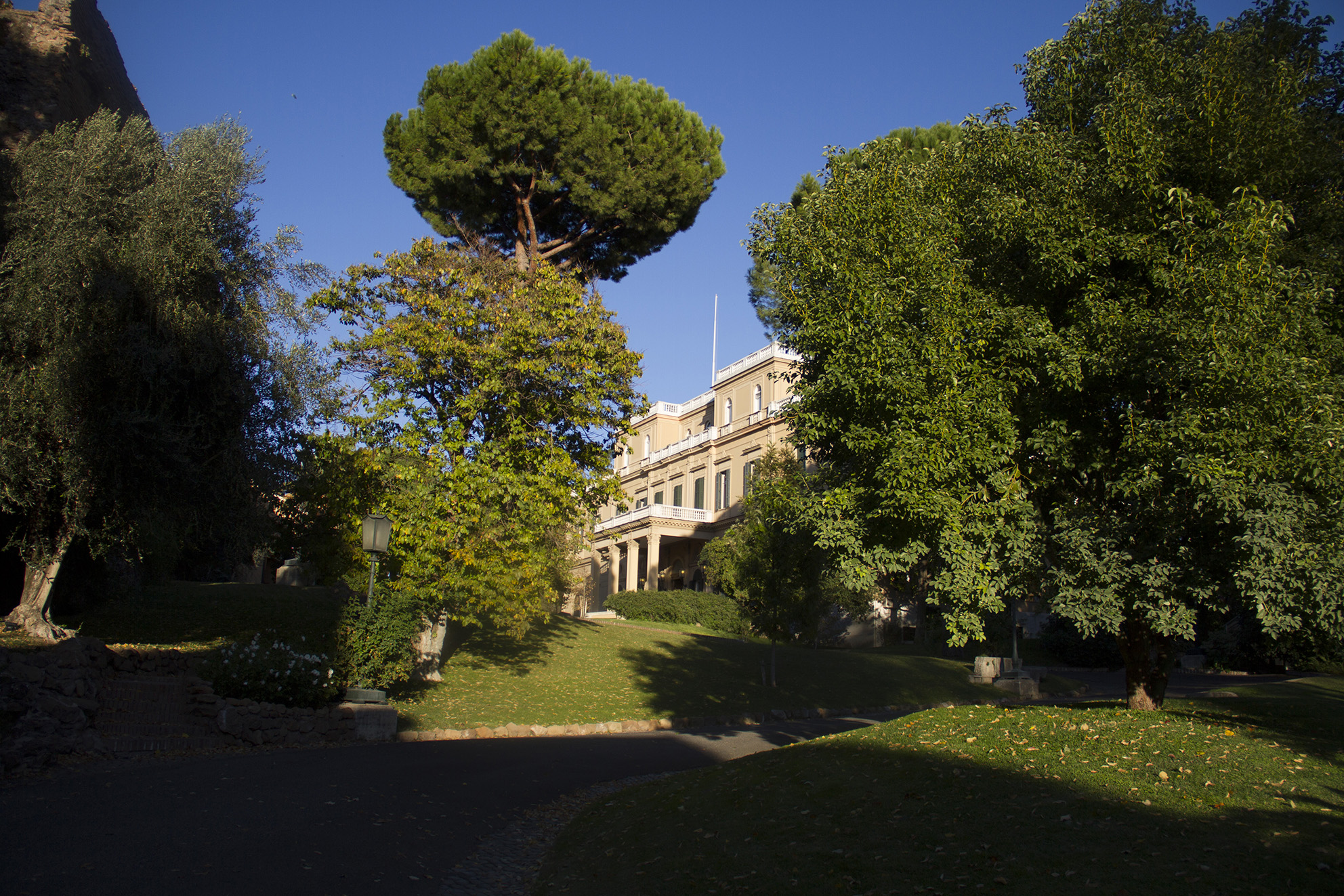
Villa Wolknsky in Rom

Im Jahre 1820 wurden die Jesuiten gezwungen das Russische Kaiserreich zu verlassen und da Sinaida enge Kontakte zu den Jesuiten pflegte und zum Katholizismus konvertiert war, verließ sie 1820 ebenfalls ihr Heimatland. Sie lebte in Abgeschiedenheit und widmete sich der Literatur, ihr erstes Buch „Die vier Geschichten“ wurde in Russland auf Französisch veröffentlicht. Sie erbte von ihrem Vater die Villa Wolkonsky in Rom, richtete sich dort ein und eröffnete einen Kunstsalon. 1822 kehrte sich nach Sankt Petersburg zurück und setzte ihre literarische und musikalische Arbeit fort, in kürzester Zeit errang sie in ganz Russland einen bedeutenden Ruf.

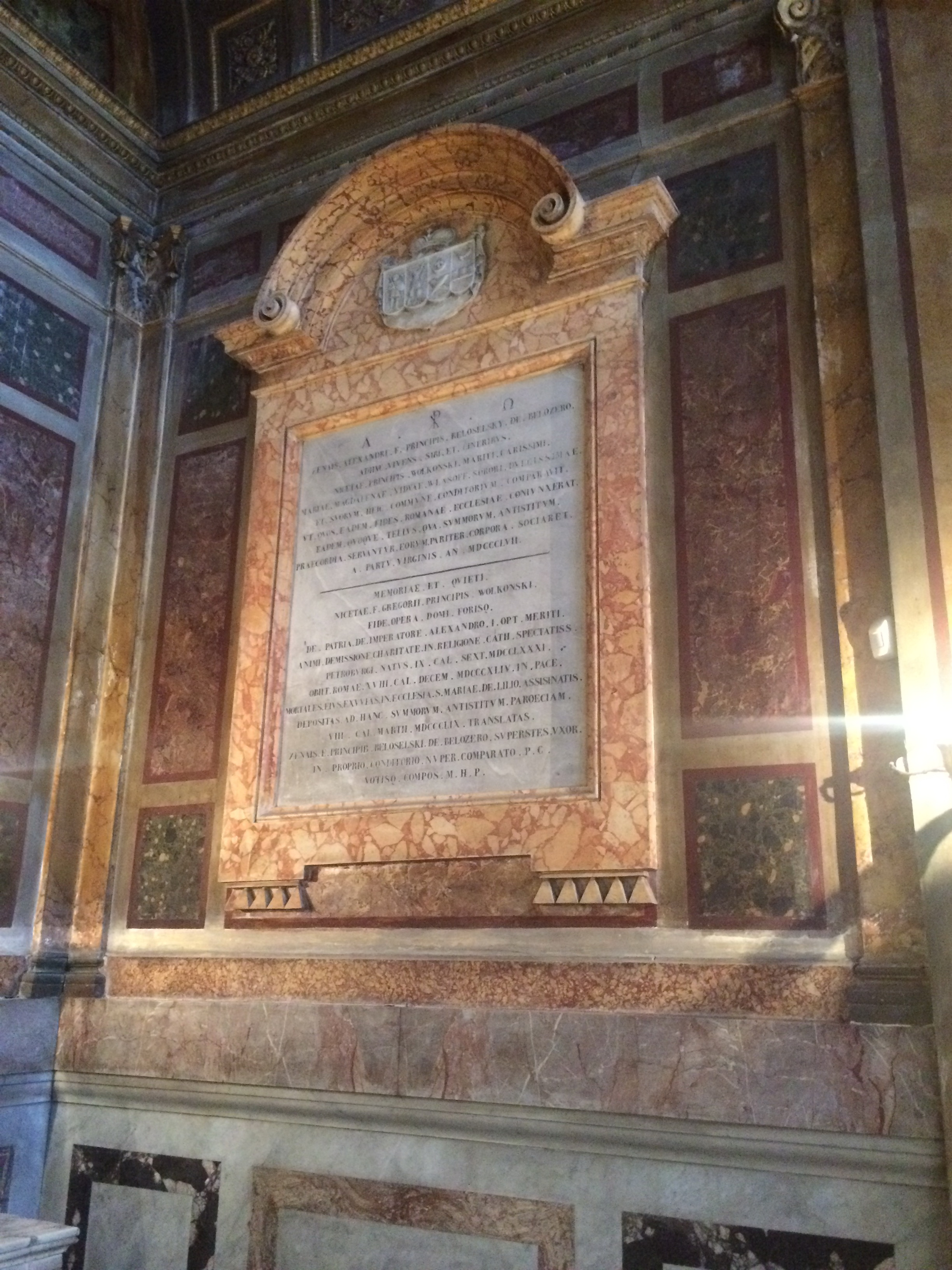
Grabstein der Zinaida Wolkonskaja in Santi Vincenzo e Anastasio a Trevi

Nach dem Tode Alexander I. folgte der Aufstand der Dekabristen und da ihr Schwager Sergei Grigorjewitsch Wolkonski (1788–1865) dieser Gruppe angehörte, sie selbst zum Katholizismus konvertiert war, genoss sie nicht mehr die Zuneigung des neuen Zaren Nikolaus I., der Zar bezeichnete sie als Verräterin an der Heimat. Sie entzog sich einer möglichen Gefangenschaft und wechselte 1829 nach Rom, sie sollte nie wieder Russland betreten. Sie erlebte einen tiefen geistigen Wandel, arbeitete als Schriftstellerin und Wohltäterin für junge Geisteswissenschaftler. Sie beschäftigte sich mit katholisch-theologischen Themen und vertiefte ihren katholischen Glauben. In dieser Lebensphase glich sie einer Missionarin und die Villa Wolkonski wurde zum Zentrum der russischen Katholiken. In ihren letzten Lebensjahren legte sie ein Klostergelübde ab und gab erhebliche Geldsummen für den Unterhalt von Kirchen und Klöstern sowie wohltätigen Zwecken ab.